# Felsővárca
Felsővárca (Oarța de Sus), település Romániában, a Partiumban, Máramaros megyében.

## Fekvése
Szilágycsehtől északnyugatra fekvő település.

## Története
Felsővárca nevét 1391-ben említette először oklevél Tryvarcha in districtu de Erdeud, Trywarcha néven. 
1475-ben Felsewarcza, 1733-ban Oarcza de szúsz, 1760-1762 között Felső Varcza, 1808-ban Várcza (Felső-), 1888-ban Felső-Várcza (Vartia din szusz), 1913-ban Felsővárca néven írták. 
Felsővárca a Kusalyi Jakcs család birtokai közé tartozott. 
1461-ben Kusalyi Jakcs János Felsewarcza birtokbeli részét zálogba adta Bélteki Drágfy Miklósnak. 
1555-ben Felsewwarczyán a Kusalyi Jakcsok  a birtokosok. 

## Hivatkozások

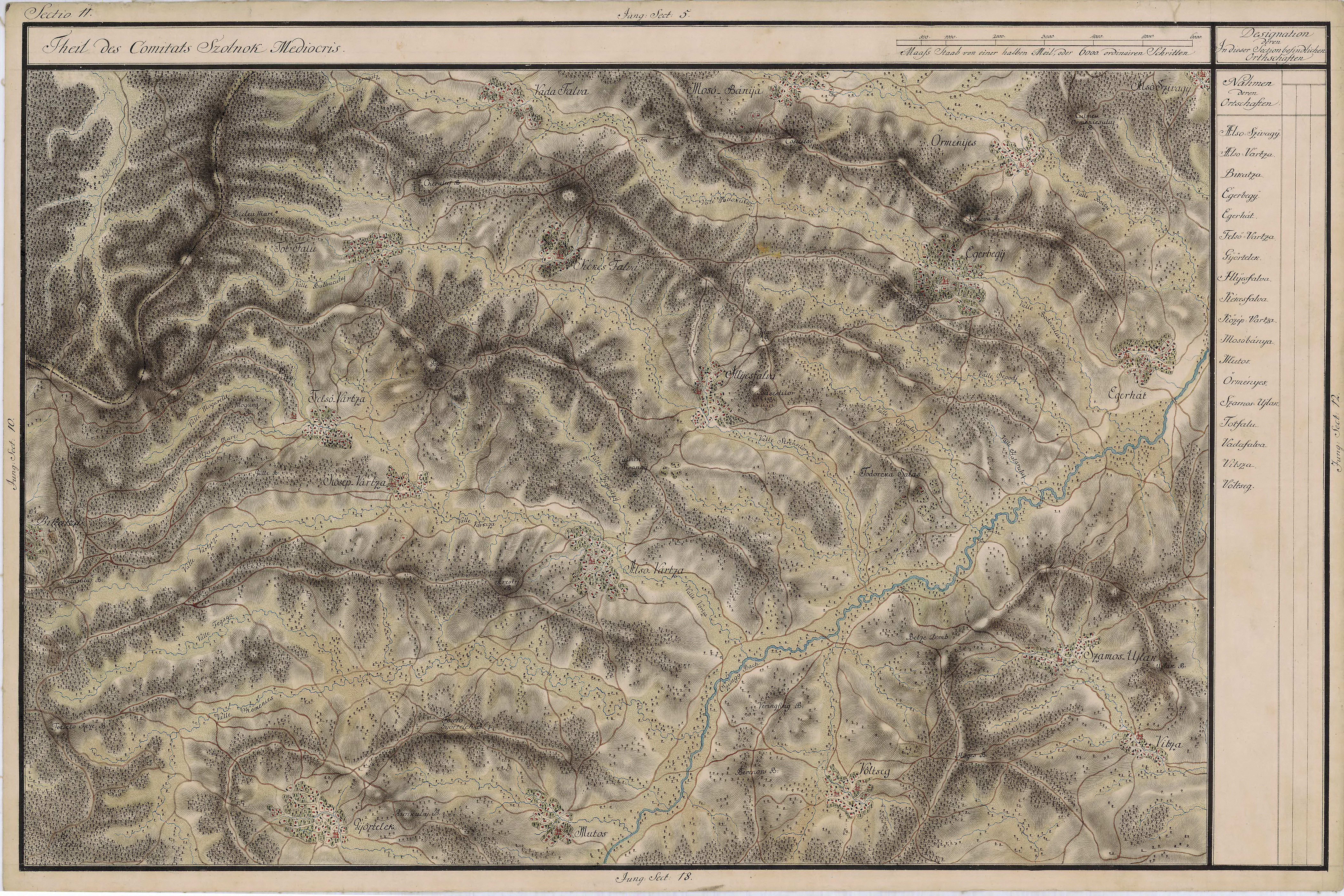
Felsővárca egy régi térképen